# كامل قزانجي
كامل بطرس رفو قزانجي (1907-1959) هو كاتب ومترجم ومحامي وسياسي، وعضو سابق في الحزب الوطني الديمقراطي العراقي، سجن لنشاطاته السياسية، وقتل أثناء انقلاب الشواف.

## نشأته
ولد كامل قزانجي في الموصل 1907، وتخرج من فرع الاقتصاد السياسي بالجامعة الأمريكية في بيروت عام 1930، عين مدرساً في ثانوية النجف بين عامي 1932 – 1934 م، ومدرساً في الإعدادية المركزية ببغداد عام 1940. درس في كلية الحقوق وتخرج منها عام 1947 ومارس المحاماة لفترة وجيزة. اعتقل أكثر من مرة بسبب مجاهرته بأفكاره المعارضة لنظام الحكم الملكي العراقي، وسجن بعد الوثبة 1949 – 1953، وانضم في تلك الفترة إلى الحزب الوطني وأصبح أحد قادته. أبعدته السلطات إلى تركيا وظل سجيناً في أنقرة حتى انقلاب 14 تموز 1958، نشر العديد من المقالات في مجلات عراقية ولبنانية باسمه وبعضها بأسماء مستعارة، منها: (كامل الصفار، ثائر عراقي).
تعددت الآراء حول ميوله السياسية وانتمائه الحزبي، فعُد في رأي السياسيين، واحداً من تيار ناهض حركة القومية العربية، واعتبره اليساريون شيوعياً متطرفاً، لأنه سجن في الأربعينيات بسبب شيوعيته. أما الرأي الثالث فقال أن قزانجي رجل وطني تقدمي، أحب وطنه وعاش من أجله.

## مؤلفاته
هذه بعض من كتبه:
1. حليفنا الاتحاد السوفيتي (1945 )
2. الوراثة والعنصرية (1944 )
3. سقوط الجمهورية الفرنسية الثالثة (1944 )
4. كيف نربح السلم.
5. تضامن الديمقراطية الغربية مع الديمقراطية السوفيتية (1945 )
6. حرية الهند والمستعمرات (1945)
7. وطننا.

## حياته السياسية
عُين قنصلا في السفارة العراقية في نيودلهي، لكنه فُصل نظرا لأفكاره السياسية المناوئة للحكومة، فعينوه أستاذا للاقتصاد في إحدى ثانويات النجف.

### وثبة كانون 1948
بعد معاهدة بورت سموث 1948 خرج الشباب العراقي في مظاهرات ضد المعاهدة فيما عرف بانتفاضة الوثبة، جابهتها الشرطة بالقمع، فكان كامل قزانجي يقف خطيبًا قرب تمثال عبد المحسن السعدون في الباب الشرقي، وعند انتهاء المظاهرة قُبض عليه وزُج فيه بالسجن وخرج عام 1951. بعدها عمل مع بعض المثقفين واليساريين في تشكيل كتلة تنتقد مشاركة الحزب في الحكومة، الأمر الذي أغضب الحكومة، فزج به مرة أخرى في السجن ولكن هذه المرة في تركيا وأسقطت عنه الجنسية العراقية ولم يفرج عنه إلا بعد انقلاب 14 تموز 1958.

## مقتله
قُتل على يد احد انقلابي انقلاب الشواف عام 1959 وهو ضابط يدعى محمود عزيز عندما ألقي القبض عليه وذلك بعد قصف مقر عبد الوهاب الشواف، فشُيع في جنازة رمزية.